# Ocypode
Ocypode  (лат.) — род береговых десятиногих ракообразных из семейства Ocypodidae.

## Экология
Обитают на берегах в тропических и субтропических областях, до границ с Talitridae, которые обитают в более холодных областях. Дышат при помощи жабр, которые периодически смачивают морской водой. Возвращаются в океан для метания икры, из которой в будущем появляются морские зоэи.
Взрослые крабы роют глубокие норы состоящие из длинного хода с камерой на конце, часто крабы роют ходы с двумя выходами. Они остаются в норах на протяжении жаркого дня и в самые холодные дни зимы. Выходят из нор на поверхность на поиски пищи в основном ночью. Крабы — хищники и падальщики, они охотятся на моллюсков рода Donax и ракообразных из надсемейства Hippoidea, а также питаются падалью, бытовыми отходами и новорождёнными черепашками.

## Виды

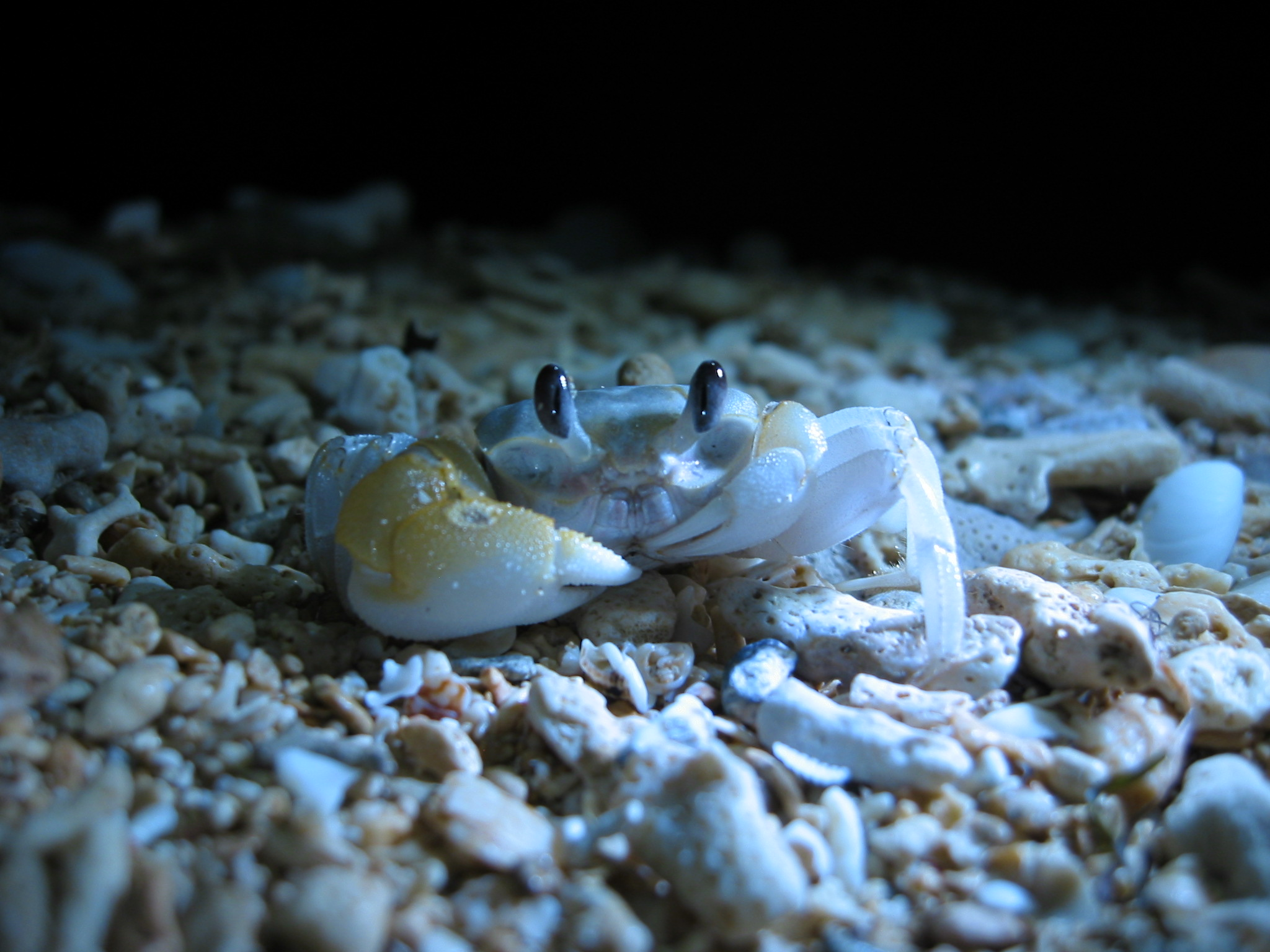
Ocypode cordimana ночью

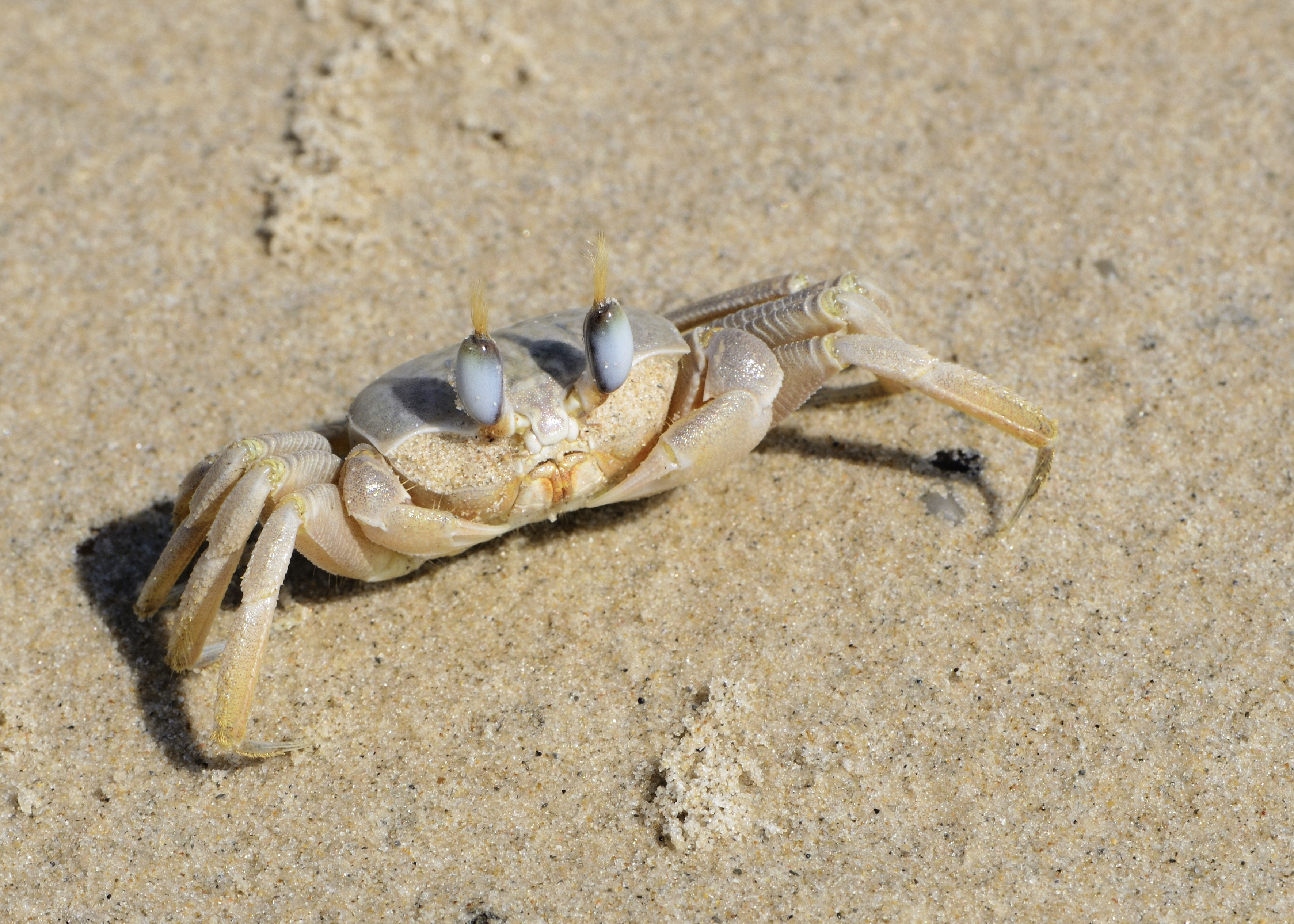
пляж Дор-Хабоним, Израиль

В составе рода 28 видов:
- Ocypode africana De Man, 1881
- Ocypode brevicornis H. Milne-Edwards, 1837
- Ocypode ceratophthalmus (Pallas, 1772)
- Ocypode convexa Quoy & Gaimard, 1824
- Ocypode cordimanus Latreille, 1818
- Ocypode cursor (Linnaeus, 1758)
- Ocypode fabricii H. Milne-Edwards, 1837
- Ocypode gaudichaudii H. Mile-Edwards & Lucas, 1843
- Ocypode jousseaumei (Nobili, 1905)
- Ocypode kuhlii De Haan, 1835
- Ocypode longicornuta Dana, 1852
- Ocypode macrocera H. Milne-Edwards, 1852
- Ocypode madagascariensis Crosnier, 1965
- Ocypode mortoni George, 1982
- Ocypode nobili De Man, 1902
- Ocypode occidentalis Stimpson, 1860
- Ocypode pallidula Jacquinot, 1846
- Ocypode pauliani Crosnier, 1965
- Ocypode platytarsis H. Milne-Edwards, 1852
- Ocypode pygoides Ortmann, 1894
- Ocypode quadrata (Fabricius, 1787)
- Ocypode rotundata Miers, 1882
- Ocypode ryderi Kingsley, 1880
- Ocypode saratan (Forskål, 1775)
- Ocypode sinensis Dai, Song & Yang, 1985
- Ocypode simpsoni Ortmann, 1897
- Ocypode laevis Fabricius, 1798
- Ocypode minuta Fabricius, 1798